# Propeleda ensicula
Propeleda ensicula is een tweekleppigensoort uit de familie van de Nuculanidae. De wetenschappelijke naam van de soort is voor het eerst geldig gepubliceerd in 1877 door Angas.